# Простыня

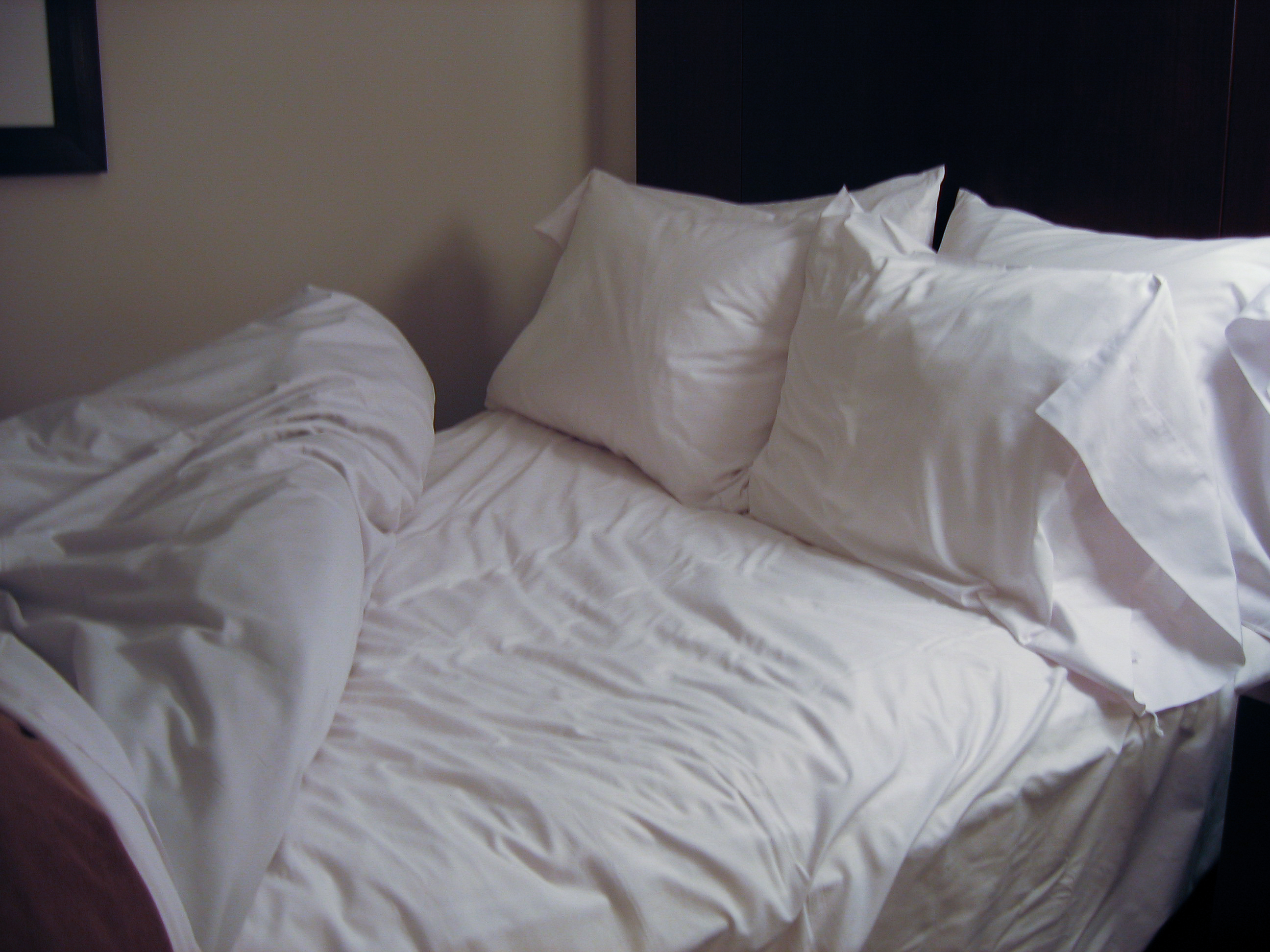
Кровать в отеле. Видны простыня и подушки

Простыня́ (разговорное — про́стынь) — прямоугольный кусок ткани, используемый для застилания постели.
Кладётся поверх матраса. Человек спит на простыне, укрываясь одеялом. Наиболее распространённый цвет простыней — белый, но вообще употребляются простыни самых разных цветов, а также простыни с рисунком. Наиболее распространённые материалы, использующиеся для изготовления простыней — хлопок, лён и шёлк, но употребляются и некоторые другие[например?]. В последнее время[когда?] в обиход вошли простыни на резинке. Такая простыня надёжно фиксируется за углы матраца, предотвращая сползание.

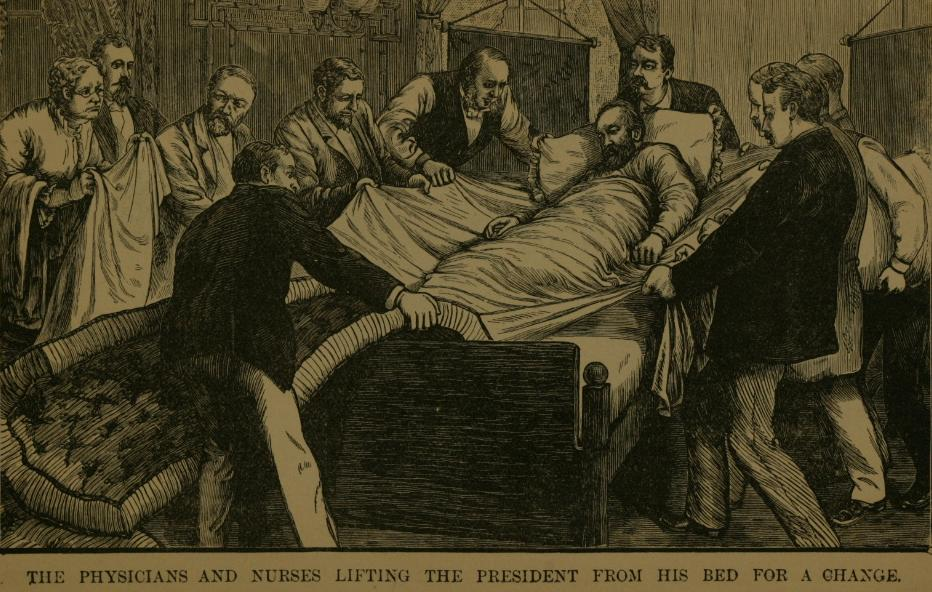
Замена простыни Джеймса Гарфилда после стрельбы